# Подоштра
Подоштра (до 1991. године Оштра) је насељено мјесто у Лици. Припада граду Госпићу, у Личко-сењској жупанији, Република Хрватска.

## Географија
Подоштра је удаљена око 4 км југозападно од Госпића.

## Становништво
Према попису из 1991. године, насеље Подоштра је имало 233 становника. Према попису становништва из 2001. године, Подоштра је имала 212 становника. Према попису становништва из 2011. године, насеље Подоштра је имало 177 становника.
| Демографија | Демографија | Демографија |
| Година      | Становника  | Становника  |
| ----------- | ----------- | ----------- |
| 1961.       | 336         |             |
| 1971.       | 282         |             |
| 1981.       | 263         |             |
| 1991.       | 233         |             |
| 2001.       | 212         |             |
| 2011.       |             | 177         |

## Попис1991.
На попису становништва 1991. године, насељено место Оштра је имало 233 становника, следећег националног састава:
| Попис 1991.‍  | Попис 1991.‍  | Попис 1991.‍ | Попис 1991.‍ | Попис 1991.‍ |
| ------------ | ------------ | ----------- | ----------- | ----------- |
|              |              |             |             |             |
| Хрвати       | Хрвати       |             | 224         | 96,13%      |
| Словенци     | Словенци     |             | 2           | 0,85%       |
| Срби         | Срби         |             | 1           | 0,42%       |
| неопредељени | неопредељени |             | 6           | 2,57%       |
| укупно: 233  |              |             |             |             |